# آماندا آورلند
آماندا زمینی (انگلیسی: Amanda Overland؛ زادهٔ ۳۰ اوت ۱۹۸۱) اسکیت‌باز سرعت اهل کانادا است.